# Bamra cazeti
Bamra cazeti är en fjärilsart som beskrevs av Paul Mabille 1893. Bamra cazeti ingår i släktet Bamra och familjen nattflyn. Inga underarter finns listade i Catalogue of Life.